# Axima koebelei
Axima koebelei är en stekelart som beskrevs av William Harris Ashmead 1904. Axima koebelei ingår i släktet Axima och familjen kragglanssteklar. Inga underarter finns listade.